# Design Master Senshi Mangajukuu
Design Master Senshi Mangajukuu (電子 漫画 塾 Denshi manga juku?) (También conocido como "Denshi Manga Juku" o "Design Master") es una videoconsola portátil táctil de quinta generación desarrollada y publicada por Bandai en 1995 en Japón.
El precio original del Design Master era de 9.800 yenes. Se necesitaron cuatro baterías AA para alimentar la consola. Sin embargo, debido a la falta de botones y la escasa cantidad videojuegos, en 1996 Bandai dejó de producir la consola.

## descripción
El 3 de marzo de 1995, Bandai lanzó una nueva consola de juegos portátil dirigida a los niños. Se llamó Bandai Design Master Denshi Mangajuku (電子 漫画 塾), la primera consola de pantalla táctil jamás creada.
Se fabricaron nueve cartuchos para el sistema, aunque solo ocho se lanzaron al mercado. Solo cuatro de los cartuchos son juegos, mientras que el resto son cartuchos de arte que contienen sprites de personajes con licencia que el jugador puede usar en juegos conectando el cartucho de diseño a una conexión adicional del cartucho.Los juegos en sí son básicos y pueden ser juegos de rol o programas de dibujo sencillos.

En agosto de 2020, el grupo de preservación de videojuegos "Gaming Alexandria" realizó respaldos y escaneos del cartuchos de todos los nueve cartuchos disponibles..

## juegos

### juegos
- Bishoujo Senshi Sailor Moon SS Illustration Club[4]
- Dragon Ball Z Taisen-gata Search Battle[4]
- Dungeon Diver[4]
- Rockman X3 Buster Battle[4]

### Diseño
- Dragon Ball Z[4]
- From TV Animation Slam Dunk[4]
- Super Street Fighter II X[4]
- Rockman X3 Buster Battle[4]

### cancelado
- Weekly Shonen Jump Special[4]